# Brunellia acutangula
Brunellia acutangula är en tvåhjärtbladig växtart som beskrevs av Aimé Bonpland. Brunellia acutangula ingår i släktet Brunellia och familjen Brunelliaceae. Inga underarter finns listade i Catalogue of Life.